# Риера, Тереса
Тере́са Рие́ра Мадуре́ль (исп. Teresa Riera Madurell; род. 13 октября 1950, Барселона) — испанский учёный и политический деятель. В прошлом — председатель Социалистической партии Балеарских островов (PSIB-PSOE), регионального отделения Испанской социалистической рабочей партии (PSOE) (1994—1997, 2012—2017), депутат Европейского парламента (2004—2014), член Конгресса депутатов VI и VII созывов (1996—2004).

## Биография
Родилась 13 октября 1950 года в Барселоне.
Тереса Риера изучала математику в Барселонском университете, получила степень доктора информатики в Университете Страны Басков.
Работала научным сотрудником в Каталонском политехническом университете и получила учёную степень в 1981 году. После научной стажировки в Калифорнийском университете в Беркли получила степень доцента в Каталонском политехническом университете. В 1988 году получила должность профессора информатики и искусственного интеллекта в Балеарском университете, где в 1991—1994 годах работала на должности заместителя ректора и руководила летней школой гендерных исследований.
Риера вступила в Партию социалистов Каталонии (PSC-PSOE) в 1978 году. В 1980 году вступила в профсоюз в сфере образования Federación de Trabajadores de la Enseñanza (FETE-UGT), входивший в состав близкого к PSOE Всеобщего союза трудящихся (UGT). Переехав на Балеарские острова, отвечала в региональном отделении ИСРП за вопросы коммуникации и равноправия.
В 1986—1996 годах — член совета острова Мальорки.
В 1989—1996 годах была депутатом парламента Балеарских островов, сменила Жауме Карбонеро, ушедшего в отставку. Входила в местное правительство. Была членом Консультативного совета RTVE на Балеарских островах.
В 1994—1997 годах Риера Мадурель была председателем Социалистической партии Балеарских островов, регионального отделения Испанской социалистической рабочей партии (PSOE).
В 1996 году Тереса Риера вошла в состав правления партии PSOE.
По результатам парламентских выборов 3 марта 1996 года избрана членом Конгресса депутатов. Переизбрана на выборах 12 марта 2000 года. Риера проработала в нижней палате Генеральных кортесов Испании до 2004 года. С 2000 года Риера входила в состав Парламентской ассамблеи НАТО.
По результатам выборов в Европейский парламент 13 июня 2004 года избрана депутатом. Переизбрана на выборах 7 июня 2009 года. Входила в фракцию «Прогрессивный альянс социалистов и демократов» и являлась членом комитета по промышленности, исследованиям и энергетике.
26 февраля 2012 года стала председателем Социалистической партии Балеарских островов, сменила Жоана Мескиду. 22 июля 2017 года председателем стала Исабель Мария Оливер.